# 1704 w polityce

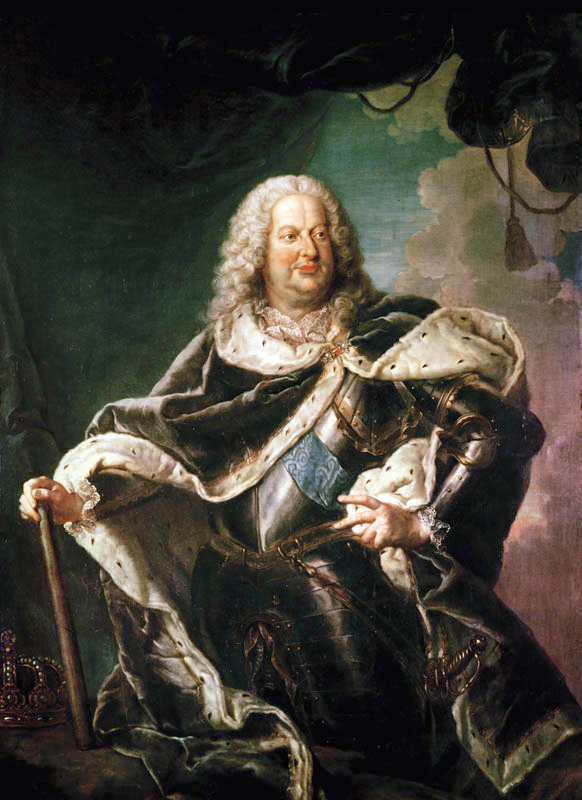
Stanisław Leszczyński

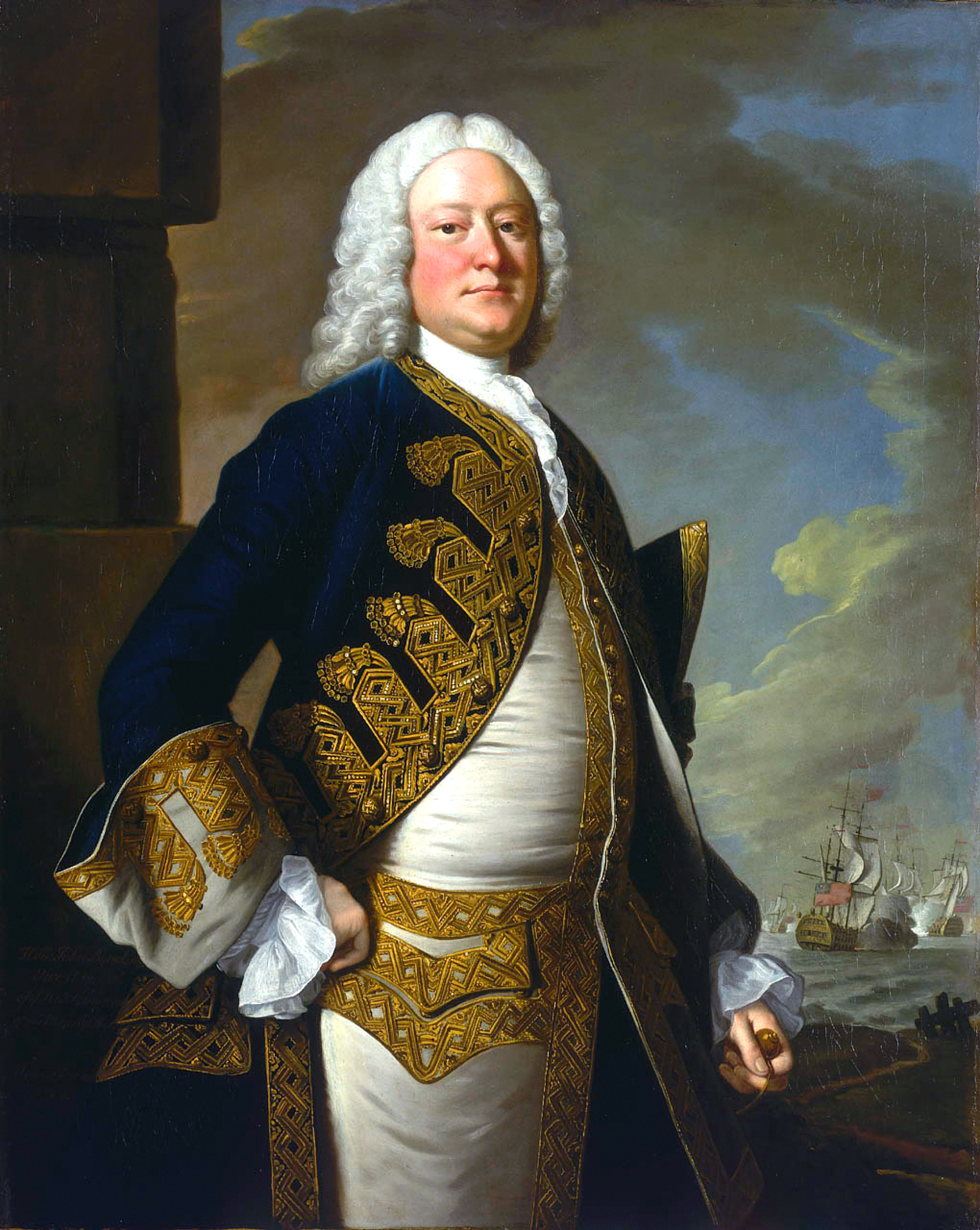
John Byng,admirał

Wydarzenia polityczne w 1704 roku.

## Wydarzenia
- Stanisław Leszczyński został królem Polski[1].

## Urodzili się
- Józef Pułaski, marszałek konfederacji barskiej[2].
- John Byng, angielski admirał (stracony w 1757)[3].